# نورمان هولاند
نورمان هولاند (بالإنجليزية: Norm Holland)‏ هو فارس نيوزلندي، ولد في 24 مارس 1924 في بارو إن فورنيس في المملكة المتحدة، وتوفي في 30 نوفمبر 2014.